# Vincent, Oronte, Victor et Aquiline martyrs
Vincent, Oronte, Victor et Aquiline (ainsi que l'époux de cette dernière) (nés à Cimiez, au troisième siècle – morts à Gérone ou Puigcerda en 305) sont des martyrs chrétiens victimes des persécutions. Ils sont vénérés comme des saints par les différentes confessions du christianisme.

## La légende
La tradition rapporte que Vincent et Oronte étaient frères, fils de Vicarius et d'Aurelia, et qu'ils étaient nés à Cimiez. Chrétiens, les deux frères partirent évangéliser la région des Pyrénées et arrivèrent à Gérone. Quand commencèrent les persécutions de Dioclétien, vers 304, ils se refugièrent dans les montagnes voisines. Le préfet interrogea à leur sujet Victor, diacre de la ville né à Juià, dont il savait qu'il avait assisté aux prédications des deux frères et qu'il les avait hébergés plus d'une fois chez lui. Victor dit qu'ils devaient être en train de prier sur la montagne. Alors les Romains y allèrent, les trouvèrent et, comme ils ne voulaient pas abjurer leur foi, ils les tuèrent.
Victor recueillit les corps et les cacha chez lui. L'évêque légendaire Ponce, que la tradition fait le premier évêque de Gérone, décida que l'on porterait leurs corps en Italie, mais le préfet l'ayant appris fit arrêter Victor. Il le somma d'abjurer le christianisme, et sur son refus lui fit couper les bras et la tête. Son père, dont le nom n'a pas été conservé tenta de fuir, mais Aquilina, la mère de Victor, l'encouragea et tous les deux subirent finalement eux aussi le martyre sur l'ordre du préfet.
Alors que certaines sources relatent les faits comme étant survenus à Gérona, d'autres disent que c'était dans le voisinage. Une ancienne tradition situe le martyre des saints à Julia Lybica, l'actuel Puigcerda dont Victor aurait été originaire.

## Vénération
Quand la paix religieuse fut rétablie, les restes de Vincent, d'Oronte et de Victor furent envoyés en Italie, comme il avait été prévu. Arrivé à Embrun le charriot, tiré par des bœufs, s'arrêta et ne put continuer. L'évêque du lieu, Marcellin, interprétant le fait comme un signe du Ciel, fit édifier un lieu de culte à cet endroit et les saintes reliques y demeurèrent. Par la suite, Pallade d'Embrun y fit construire un sanctuaire.